# Ally Sloper's Half Holiday
Ally Sloper's Half Holiday was een Brits stripblad uitgegeven door Gilbert Dalziel. De titelstrip van het tijdschrift was Ally Sloper. Ally Sloper's Half Holiday was het eerste tijdschrift dat vernoemd werd naar een terugkerende stripfiguur. De titel verwees verder naar de toenmalige vrije halve dag op zaterdag. Het tijdschrift bevatte cartoons, tekststrips en proza.
De strip Ally Sloper verscheen eerder in het tijdschrift Judy van 1867 tot 1882. In 1872 kocht de familie van Gilbert Dalziel dat tijdschrift op en in 1884 startte Dalziel dan dit tijdschrift op. In 1916 werd Ally Sloper's Half Holiday tijdelijk stopgezet. Daarna werd het stripblad nog kort heropgestart van 1922 tot 1923.

## Galerij

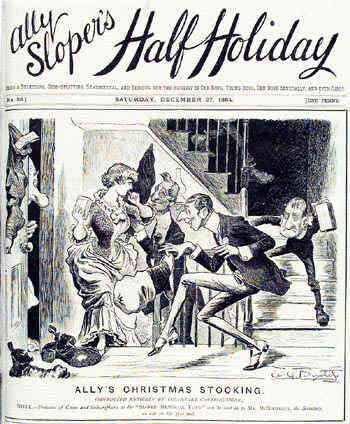
Omslag 27 december 1884
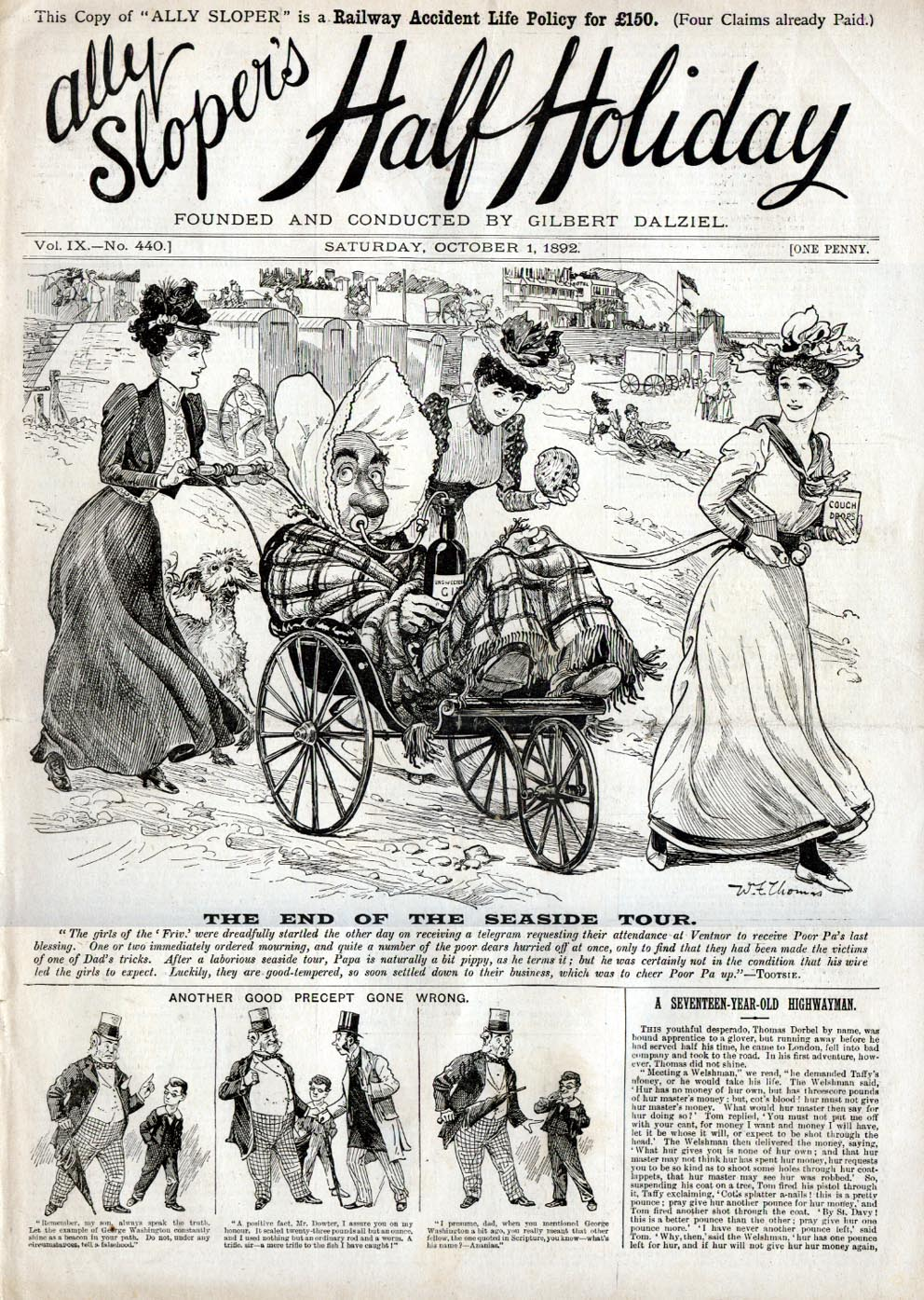
Omslag 1 oktober 1892
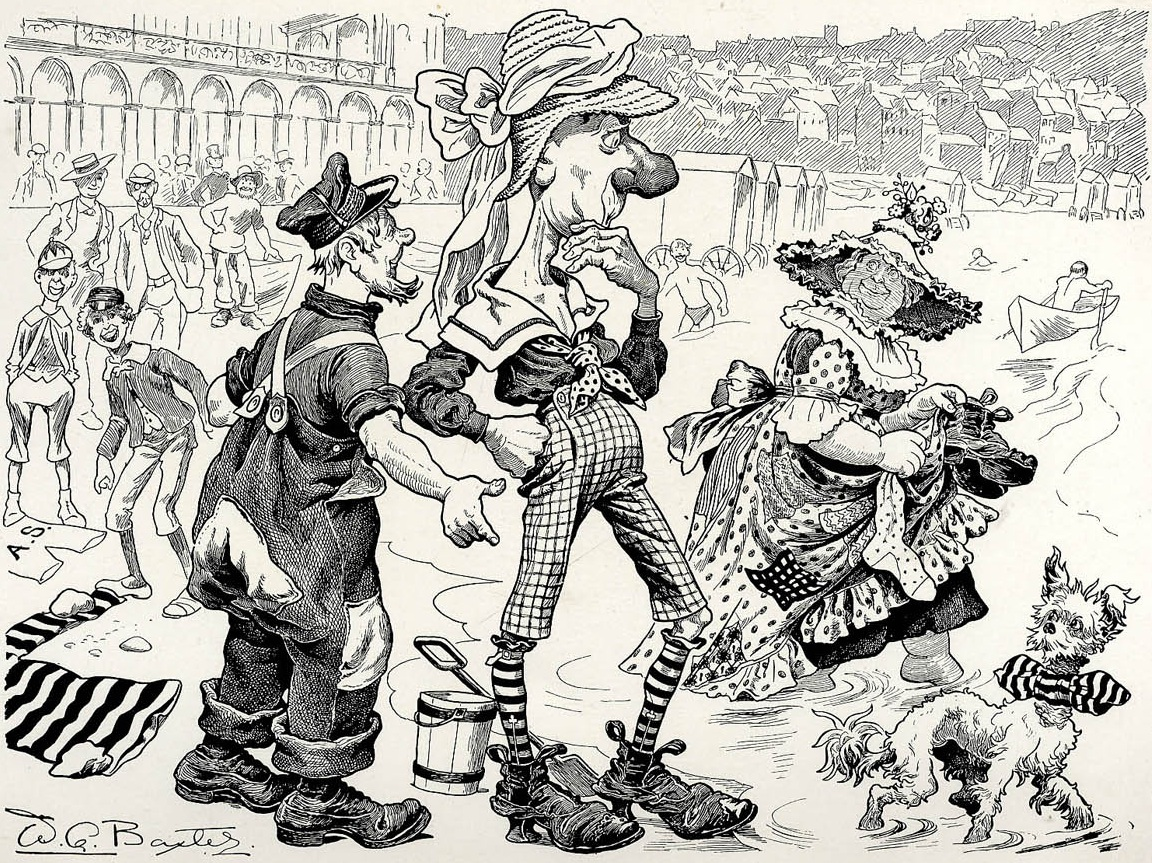
Ally Sloper door William G. Baxter (tussen 1884 en 1888)